# Tojzlov vrh
Tojzlov vrh (703 mnm) je vrh, ki se dviga v jugovzhodnem delu Kozjaka. Tojzlov vrh je gosto poraščen hrib, ki ga prepletajo številni potoki. Hoja na vrh traja približno tri ure. Izhodišče je vas Gaj, ki leži blizu Maribora. Tik pod Tojzlovim vrhom je na nadmorski višini 690 m planinski dom Kozjak. Vsako leto ima vedno več obiskovalcev (šol in vrtcev), saj je v bližini mesta in kmetij.